# Vilallonga de Ter
Vilallonga de Ter település Spanyolországban, Girona tartományban. Vilallonga de Ter Camprodon, Queralbs, Setcases, Llanars, Ogassa és Pardines községekkel határos. Lakosainak száma 395 fő (2024).

## Népesség
A település népessége az elmúlt években az alábbi módon változott:
| Lakosok száma | 555  | 1154 | 997  | 703  | 437  | 425  | 478  | 421  | 398  | 395  |
|               | 1717 | 1887 | 1936 | 1960 | 1986 | 2004 | 2009 | 2014 | 2019 | 2024 |